# 2q37 monosomija
2q37 monosomija je redak genetički poremećaj uzrokovan delecijom segmenta na kraju hromozoma 2.

## Klinički opis
Skoro svi pacijenti sa ovim sindromom imaju izvestan stepen mentalne retardacije i dismorfism lica (okruglo lice, duboko postavljene oči, tanku gornju usnu). Bihevioralni problemi su zajednički. Brahidaktilija (skraćivanje kostiju zapešća (lat. Metacarpus) ili kostiju donožja (lat. ossa metatarsalia)) je prijavljena u ~ 50% slučajeva, ali obično se ne vidi pre druge godine starosti. Postoji upečatljiva fenotipska varijabilnost. Veličina i obim izbrisanog regiona se ne mogu koristi kao precizan prognostički prediktor. Neki pacijenti imaju dodatne probleme, kao što su urođene srčane mane i epileptički napadi.

## Literatura
1. ↑  Aldred MA, Sanford RO, Thomas NS, Barrow MA, Wilson LC, Brueton LA, Bonaglia MC, Hennekam RC, Eng C, Dennis NR, Trembath RC (2004). „Molecular analysis of 20 patients with 2q37.3 monosomy: definition of minimum deletion intervals for key phenotypes.”. J Med Genet. 41 (6): 433—9. PMID 15173228.
2. ↑  Shrimpton AE, Braddock BR, Thomson LL, Stein CK, Hoo JJ (2004). „Molecular delineation of deletions on 2q37.3 in three cases with an Albright hereditary osteodystrophy-like phenotype.”. Clin Genet. 66 (6): 537—44. PMID 15521982. doi:10.1111/j.1399-0004.2004.00363.x.

## Spoljašnje veze
- Sindrom 2q37 delecije Архивирано на веб-сајту  (29. март 2012)

|  | Molimo Vas, obratite pažnju na važno upozorenje u vezi sa temama iz oblasti medicine (zdravlja). |